# Mathias Rusterholz

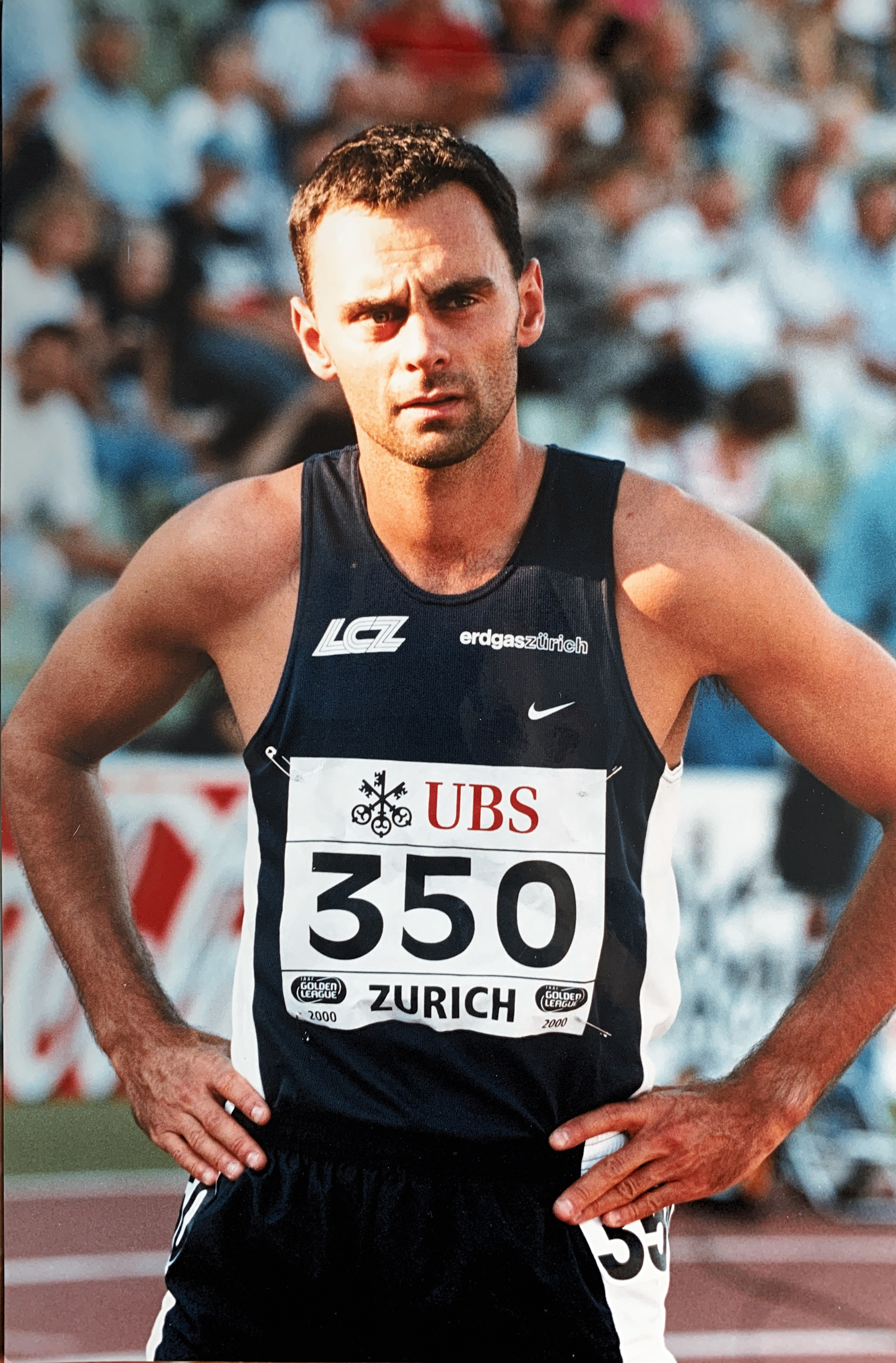
Mathias Rusterholz

Mathias Rusterholz, född den 16 augusti 1971, är en schweizisk före detta friidrottare som tävlade i kortdistanslöpning.
Rusterholz främsta merit är bronsmedaljen på 400 meter från EM 1994 i Helsingfors, Han var i semifinal på 400 meter vid VM 1995 i Göteborg men slogs där ut. Vid VM 1997 slogs han ut i semifinalen och vid både Olympiska sommarspelen 1996 och vid VM 1999 åkte han ut i försöken.

## Personliga rekord
- 400 meter – 44,99 från 1996